# لو هنگیو
لو هنگیو (انگلیسی: Luo Hengyu؛ زادهٔ ۲۲ دسامبر ۱۹۷۲) کماندار اهل چین بود. وی در بازی‌های المپیک تابستانی ۱۹۹۶ شرکت کرده‌است.